# Račice (Žďár nad Sázavou)
Račice é uma comuna checa localizada na região de Vysočina, distrito de Žďár nad Sázavou.